# Вардун
Село Вардун се налази у општини Трговиште у Бугарској. Према подацима од 21.07.2005. године има 1003 становника, који су махом етнички Роми, са сторинак Бугара.